# رومشال (ميونخ)

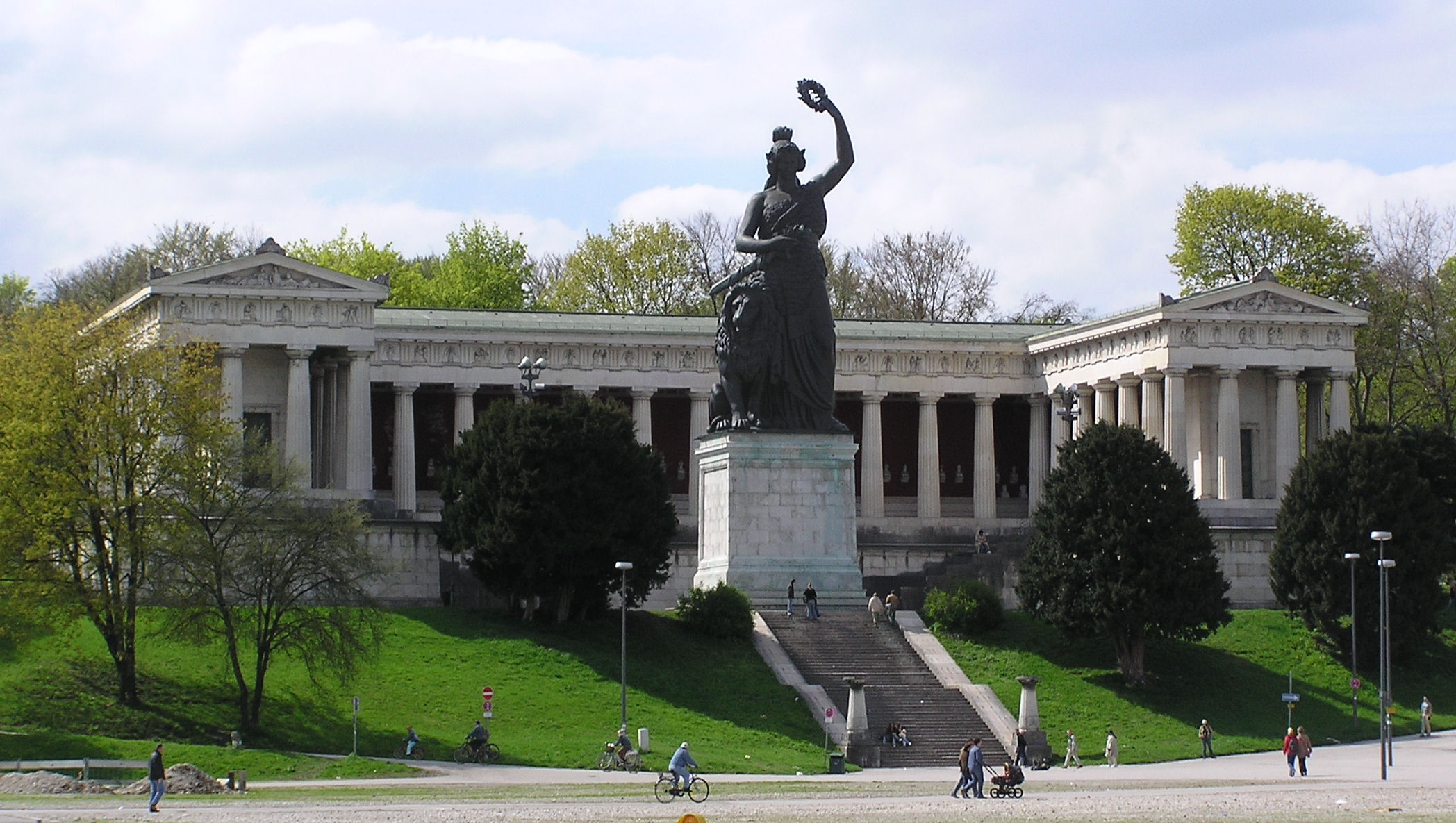
الرومشال مع نُصب بافاريا بواسطة لودفيج مايكل شوانثالر (Ludwig Michael Schwanthaler)

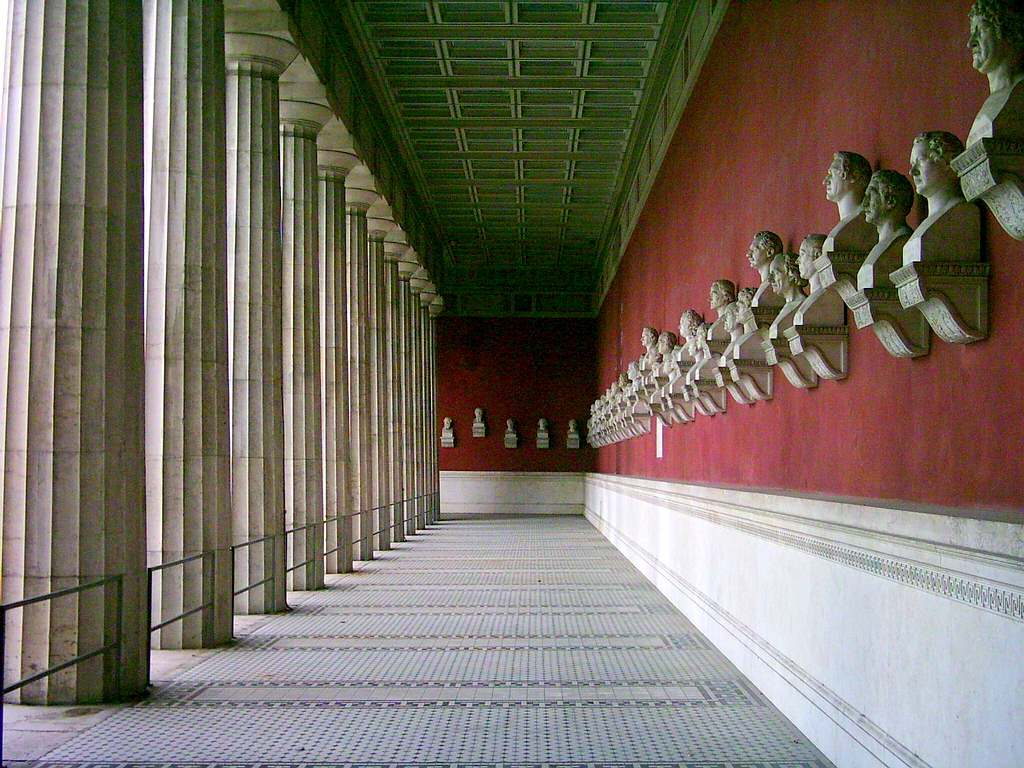
من داخل الرومشال

الرومشال (والذي يعني حرفيا قاعة الشهرة) هو كولانيد مبني على النظام الدوريسي مع نطاق رئيسي واثنين من الأجنحة، صممه ليو فون كلينزه من أجل لودفيغ الأول ملك بافاريا. يتموضع على حافة قديمة تقع علي ثيرزينفيس في ميونخ وقد بُنيت كجزء من المجمع والذي يحتوي أيضاً على نصب بافاريا (statue of Bavaria) وبافاريا بارك. وهو مبني من الحجر الجيري لكلهايم ويبلغ طوله 68 مترا وعمقه 32 مترا.

## روابط خارجية
- Bayerische Schlösserverwaltung علي الرومشال
- Panorama of the Ruhmeshalle and the Bavaria statue نسخة محفوظة 19 أبريل 2020 على موقع واي باك مشين.

إحداثيات: 48°07′51″N 11°32′44″E / 48.130778°N 11.545667°E